# Filacciano
Filacciano es una localidad italiana de la provincia de Roma, región de Lacio, con 535 habitantes.

## Evolución demográfica
| Gráfica de evolución demográfica de Filacciano entre 1861 y 2001 |
|                                                                  |
| Fuente ISTAT - elaboración gráfica de Wikipedia                  |